# Observatoire royal d'Édimbourg
Pour les articles homonymes, voir ROE.
L'Observatoire royal d'Édimbourg est un observatoire astronomique situé sur la colline de Blackford Hill, au sud de la ville d'Édimbourg, en Écosse. Il est nommé Observatoire Playfair à sa création et se trouvait alors sur la colline Calton Hill. Il prend l'intitulé actuel d'observatoire royal à l'occasion de la visite du roi George IV en Écosse en 1922. L'observatoire a déménagé à son emplacement actuel en 1896 à la suite du don par James Ludovic Lindsay, 26e duc de Crawford, d'instruments et de livres. Le site originel abrite actuellement l'observatoire de la ville.
L'observatoire abrite un centre de recherche en astronomie qui a participé à la construction de plusieurs instruments soit pour des observatoires au sol, soit pour des satellites. L'observatoire abrite également la collection Crawford, l'une des bibliothèques astronomiques les plus complètes dans le monde.

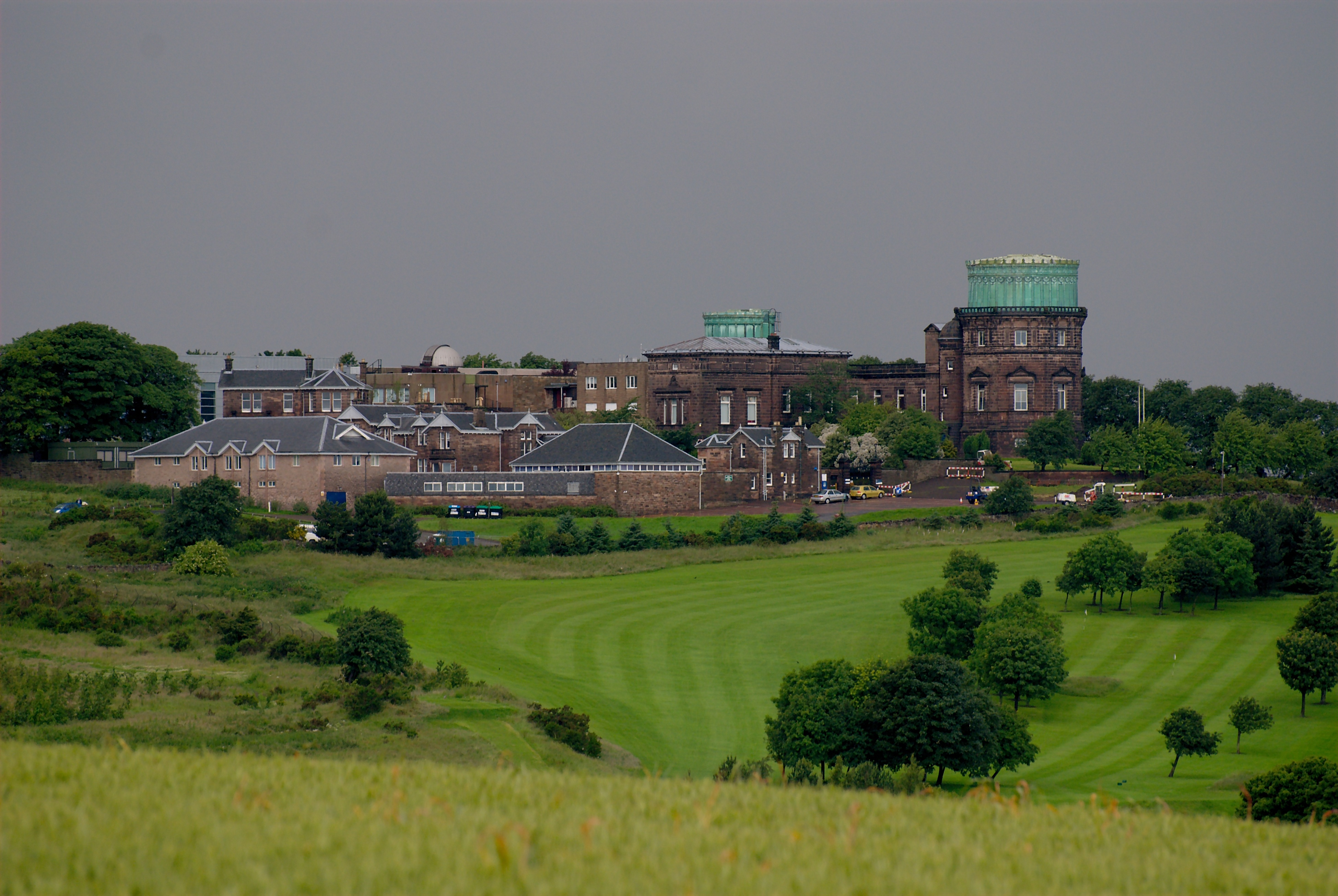
Complexe de l'Observatoire
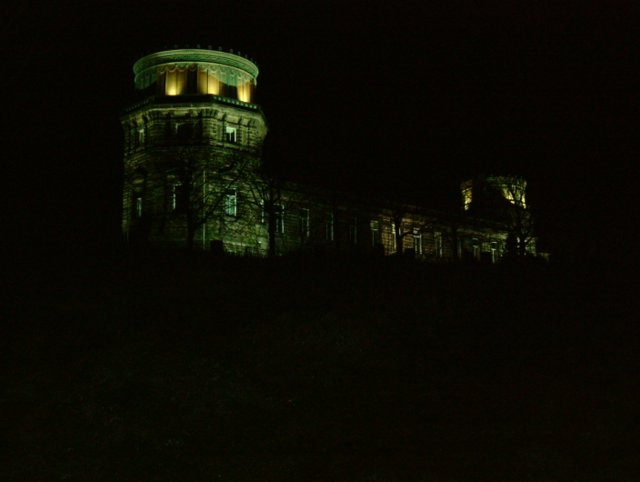
L'Observatoire la nuit
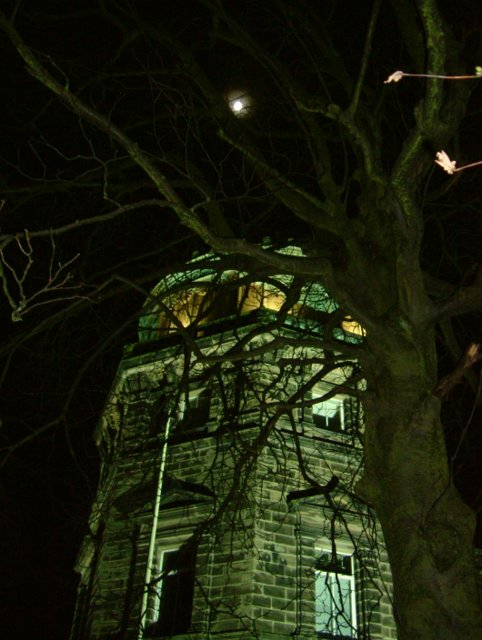
Vue de nuit